# Star Film (France)
Pour l'entreprise des Indes orientales néerlandaises, voir Star Film (Indes orientales néerlandaises).
Star Film est une ancienne société de productions de films et une marque déposée en 1897 par la Manufacture de Films pour Cinématographes. Elle est la propriété de Georges Méliès qui est producteur, réalisateur, scénariste, décorateur et acteur. 

## Histoire
Les deux studios de Star Film étaient situés dans la propriété d’un demi hectare de Georges Méliès, situés à Montreuil au 1 rue François-Debergue. Le premier studio de cinéma en France, est construit en 1896, un studio de 17 mètres sur 66, sa toiture vitrée à 6 mètres du sol dominant la scène, la fosse et la machinerie théâtrale. Le second studio, appelé studio B, est érigé en 1907.